# Criptex

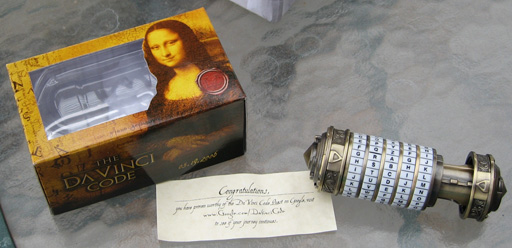
Réplica do criptex: prêmio do concurso do Google, O Código Da Vinci.

Criptex é uma palavra-valise criada por Dan Brown das palavras criptologia e códice (codex). No livro e filme O Código Da Vinci ele é um cofre no formato de cilindro supostamente criado por Leonardo da Vinci.
Hoje ele está sendo fabricado para usos comerciais. O Criptex tem a forma cilíndrica, sua tranca é feita por um conjunto de anéis com todas as letras do alfabeto gravadas para efetuar a senha e abri-lo. O objetivo de um críptex é esconder uma mensagem (ou informação) de tal forma que somente a entrada correta (a senha) é capaz de revelá-la, abrindo o criptex. Qualquer tentativa de abri-lo à força bruta, resulta na destruição imediata de seu conteúdo.
O criptex foi supostamente desenhado por Da Vinci, em muitos de seus esboços ele a descrevia como "caixa do mistério" ou "santo graal", pouco se sabe da veracidade do criptex, porém uma cópia fiel se encontra no Museu do Louvre. O imaginário popular cresce cada vez que algo mais é encontrado. Em 1986 no túmulo de Da Vinci foi encontrada uma combinação de 5 letras que diziam "Domus" que em latim significa casa grande (o que possivelmente seria a senha do criptex).